# Liga Balcânica

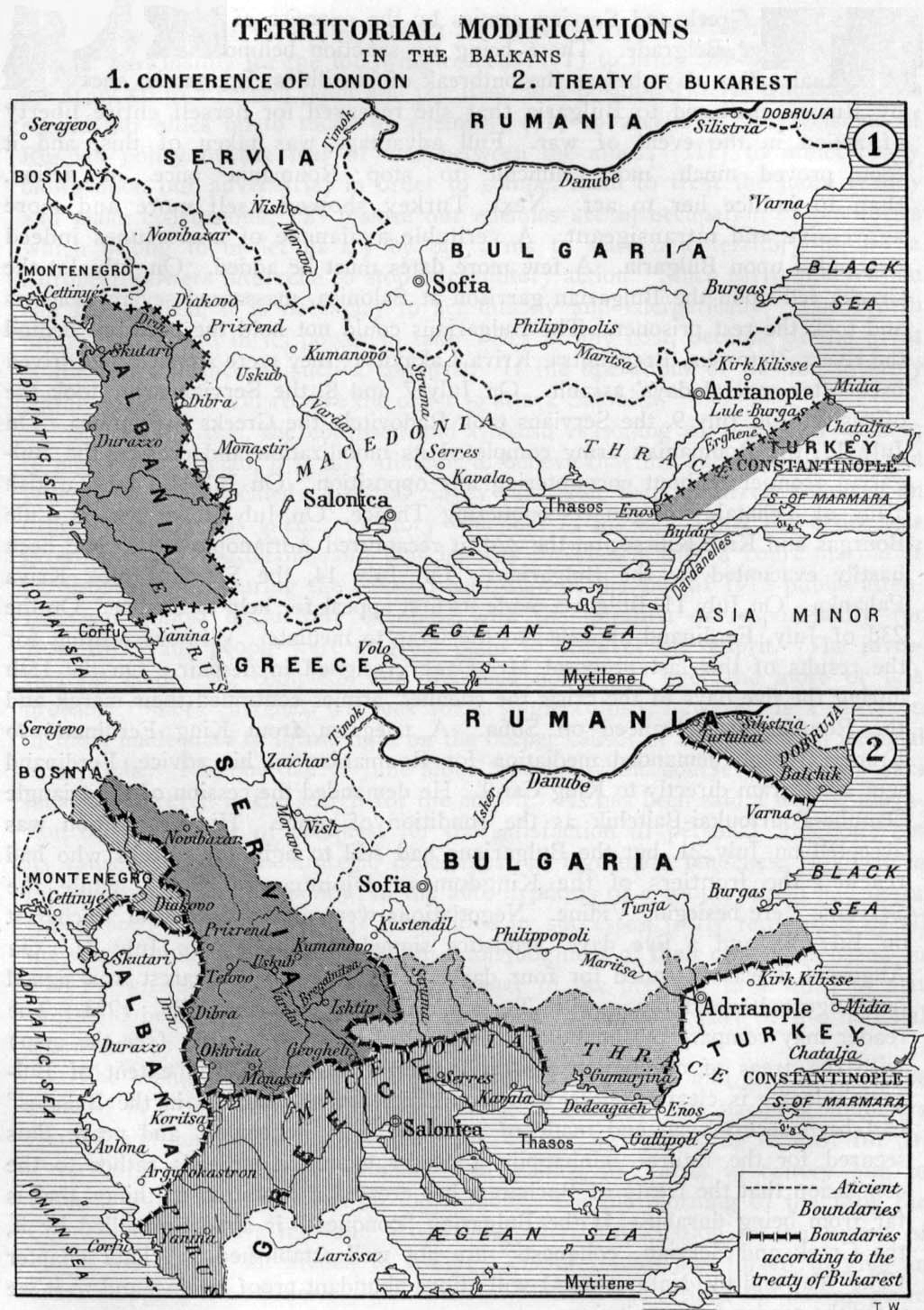
Fronteiras nas guerras balcânicas.

A Liga Balcânica foi uma aliança realizada em 1912, composta pela Bulgária, Grécia, Montenegro e Reino da Sérvia, com o objetivo de conquistar os territórios europeus que ainda restavam à Turquia.
Oficialmente era um tratado defensivo na medida em que os estados integrantes se comprometiam a defender-se mutuamente em caso de agressão, o que não invalidou a criação de uma cláusula secreta que estabelecia a possibilidade de entrada em guerra caso o status quo dos Balcãs se visse ameaçado ou na assistência militar caso se registassem problemas internos nos Estados.
Uma característica desta aliança é a de que Montenegro não assinou nenhum documento dando como oficial a sua integração na Liga Balcânica.